# Aquariums et Zoos Accrédités du Canada
Fondée en 1975, Aquariums et Zoos Accrédités du Canada (AZAC) (Canada's Accredited Zoos and Aquariums, CAZA) est une association regroupant les parcs zoologiques et aquariums du Canada.
L'AZAC est un organisme à but non lucratif ayant pour but de favoriser le bien-être des animaux et d'encourager l'avancement de l'éducation, de la conservation et des sciences.
Au Québec, 30 zoos sont accrédités en 2020 et plus de 200 fonctionnent sans accréditation. Dans d'autres provinces comme la Colombie-Britannique, l'accréditation est obligatoire.